# Coup légal
|   | a | b | c | d | e | f | g | h |   |
| 8 | Tour noire sur case blanche a8 · Cavalier noir sur case noire b8 · Fou noir sur case blanche c8 · Dame noire sur case noire d8 · Roi noir sur case blanche e8 · Fou noir sur case noire f8 · Tour noire sur case noire h8 · Pion noir sur case noire a7 · Pion noir sur case blanche b7 · Pion noir sur case noire c7 · Pion noir sur case blanche f7 · Pion noir sur case noire g7 · Pion noir sur case blanche h7 · Pion noir sur case noire d6 · Cavalier noir sur case noire f6 · Pion blanc sur case blanche d3 · Cavalier blanc sur case blanche f3 · Pion blanc sur case blanche a2 · Pion blanc sur case noire b2 · Pion blanc sur case blanche c2 · Dame blanche sur case blanche e2 · Pion blanc sur case noire f2 · Pion blanc sur case blanche g2 · Pion blanc sur case noire h2 · Tour blanche sur case noire a1 · Cavalier blanc sur case blanche b1 · Fou blanc sur case noire c1 · Roi blanc sur case noire e1 · Fou blanc sur case blanche f1 · Tour blanche sur case blanche h1 | Tour noire sur case blanche a8 · Cavalier noir sur case noire b8 · Fou noir sur case blanche c8 · Dame noire sur case noire d8 · Roi noir sur case blanche e8 · Fou noir sur case noire f8 · Tour noire sur case noire h8 · Pion noir sur case noire a7 · Pion noir sur case blanche b7 · Pion noir sur case noire c7 · Pion noir sur case blanche f7 · Pion noir sur case noire g7 · Pion noir sur case blanche h7 · Pion noir sur case noire d6 · Cavalier noir sur case noire f6 · Pion blanc sur case blanche d3 · Cavalier blanc sur case blanche f3 · Pion blanc sur case blanche a2 · Pion blanc sur case noire b2 · Pion blanc sur case blanche c2 · Dame blanche sur case blanche e2 · Pion blanc sur case noire f2 · Pion blanc sur case blanche g2 · Pion blanc sur case noire h2 · Tour blanche sur case noire a1 · Cavalier blanc sur case blanche b1 · Fou blanc sur case noire c1 · Roi blanc sur case noire e1 · Fou blanc sur case blanche f1 · Tour blanche sur case blanche h1 | Tour noire sur case blanche a8 · Cavalier noir sur case noire b8 · Fou noir sur case blanche c8 · Dame noire sur case noire d8 · Roi noir sur case blanche e8 · Fou noir sur case noire f8 · Tour noire sur case noire h8 · Pion noir sur case noire a7 · Pion noir sur case blanche b7 · Pion noir sur case noire c7 · Pion noir sur case blanche f7 · Pion noir sur case noire g7 · Pion noir sur case blanche h7 · Pion noir sur case noire d6 · Cavalier noir sur case noire f6 · Pion blanc sur case blanche d3 · Cavalier blanc sur case blanche f3 · Pion blanc sur case blanche a2 · Pion blanc sur case noire b2 · Pion blanc sur case blanche c2 · Dame blanche sur case blanche e2 · Pion blanc sur case noire f2 · Pion blanc sur case blanche g2 · Pion blanc sur case noire h2 · Tour blanche sur case noire a1 · Cavalier blanc sur case blanche b1 · Fou blanc sur case noire c1 · Roi blanc sur case noire e1 · Fou blanc sur case blanche f1 · Tour blanche sur case blanche h1 | Tour noire sur case blanche a8 · Cavalier noir sur case noire b8 · Fou noir sur case blanche c8 · Dame noire sur case noire d8 · Roi noir sur case blanche e8 · Fou noir sur case noire f8 · Tour noire sur case noire h8 · Pion noir sur case noire a7 · Pion noir sur case blanche b7 · Pion noir sur case noire c7 · Pion noir sur case blanche f7 · Pion noir sur case noire g7 · Pion noir sur case blanche h7 · Pion noir sur case noire d6 · Cavalier noir sur case noire f6 · Pion blanc sur case blanche d3 · Cavalier blanc sur case blanche f3 · Pion blanc sur case blanche a2 · Pion blanc sur case noire b2 · Pion blanc sur case blanche c2 · Dame blanche sur case blanche e2 · Pion blanc sur case noire f2 · Pion blanc sur case blanche g2 · Pion blanc sur case noire h2 · Tour blanche sur case noire a1 · Cavalier blanc sur case blanche b1 · Fou blanc sur case noire c1 · Roi blanc sur case noire e1 · Fou blanc sur case blanche f1 · Tour blanche sur case blanche h1 | Tour noire sur case blanche a8 · Cavalier noir sur case noire b8 · Fou noir sur case blanche c8 · Dame noire sur case noire d8 · Roi noir sur case blanche e8 · Fou noir sur case noire f8 · Tour noire sur case noire h8 · Pion noir sur case noire a7 · Pion noir sur case blanche b7 · Pion noir sur case noire c7 · Pion noir sur case blanche f7 · Pion noir sur case noire g7 · Pion noir sur case blanche h7 · Pion noir sur case noire d6 · Cavalier noir sur case noire f6 · Pion blanc sur case blanche d3 · Cavalier blanc sur case blanche f3 · Pion blanc sur case blanche a2 · Pion blanc sur case noire b2 · Pion blanc sur case blanche c2 · Dame blanche sur case blanche e2 · Pion blanc sur case noire f2 · Pion blanc sur case blanche g2 · Pion blanc sur case noire h2 · Tour blanche sur case noire a1 · Cavalier blanc sur case blanche b1 · Fou blanc sur case noire c1 · Roi blanc sur case noire e1 · Fou blanc sur case blanche f1 · Tour blanche sur case blanche h1 | Tour noire sur case blanche a8 · Cavalier noir sur case noire b8 · Fou noir sur case blanche c8 · Dame noire sur case noire d8 · Roi noir sur case blanche e8 · Fou noir sur case noire f8 · Tour noire sur case noire h8 · Pion noir sur case noire a7 · Pion noir sur case blanche b7 · Pion noir sur case noire c7 · Pion noir sur case blanche f7 · Pion noir sur case noire g7 · Pion noir sur case blanche h7 · Pion noir sur case noire d6 · Cavalier noir sur case noire f6 · Pion blanc sur case blanche d3 · Cavalier blanc sur case blanche f3 · Pion blanc sur case blanche a2 · Pion blanc sur case noire b2 · Pion blanc sur case blanche c2 · Dame blanche sur case blanche e2 · Pion blanc sur case noire f2 · Pion blanc sur case blanche g2 · Pion blanc sur case noire h2 · Tour blanche sur case noire a1 · Cavalier blanc sur case blanche b1 · Fou blanc sur case noire c1 · Roi blanc sur case noire e1 · Fou blanc sur case blanche f1 · Tour blanche sur case blanche h1 | Tour noire sur case blanche a8 · Cavalier noir sur case noire b8 · Fou noir sur case blanche c8 · Dame noire sur case noire d8 · Roi noir sur case blanche e8 · Fou noir sur case noire f8 · Tour noire sur case noire h8 · Pion noir sur case noire a7 · Pion noir sur case blanche b7 · Pion noir sur case noire c7 · Pion noir sur case blanche f7 · Pion noir sur case noire g7 · Pion noir sur case blanche h7 · Pion noir sur case noire d6 · Cavalier noir sur case noire f6 · Pion blanc sur case blanche d3 · Cavalier blanc sur case blanche f3 · Pion blanc sur case blanche a2 · Pion blanc sur case noire b2 · Pion blanc sur case blanche c2 · Dame blanche sur case blanche e2 · Pion blanc sur case noire f2 · Pion blanc sur case blanche g2 · Pion blanc sur case noire h2 · Tour blanche sur case noire a1 · Cavalier blanc sur case blanche b1 · Fou blanc sur case noire c1 · Roi blanc sur case noire e1 · Fou blanc sur case blanche f1 · Tour blanche sur case blanche h1 | Tour noire sur case blanche a8 · Cavalier noir sur case noire b8 · Fou noir sur case blanche c8 · Dame noire sur case noire d8 · Roi noir sur case blanche e8 · Fou noir sur case noire f8 · Tour noire sur case noire h8 · Pion noir sur case noire a7 · Pion noir sur case blanche b7 · Pion noir sur case noire c7 · Pion noir sur case blanche f7 · Pion noir sur case noire g7 · Pion noir sur case blanche h7 · Pion noir sur case noire d6 · Cavalier noir sur case noire f6 · Pion blanc sur case blanche d3 · Cavalier blanc sur case blanche f3 · Pion blanc sur case blanche a2 · Pion blanc sur case noire b2 · Pion blanc sur case blanche c2 · Dame blanche sur case blanche e2 · Pion blanc sur case noire f2 · Pion blanc sur case blanche g2 · Pion blanc sur case noire h2 · Tour blanche sur case noire a1 · Cavalier blanc sur case blanche b1 · Fou blanc sur case noire c1 · Roi blanc sur case noire e1 · Fou blanc sur case blanche f1 · Tour blanche sur case blanche h1 | 8 |
| 7 | Tour noire sur case blanche a8 · Cavalier noir sur case noire b8 · Fou noir sur case blanche c8 · Dame noire sur case noire d8 · Roi noir sur case blanche e8 · Fou noir sur case noire f8 · Tour noire sur case noire h8 · Pion noir sur case noire a7 · Pion noir sur case blanche b7 · Pion noir sur case noire c7 · Pion noir sur case blanche f7 · Pion noir sur case noire g7 · Pion noir sur case blanche h7 · Pion noir sur case noire d6 · Cavalier noir sur case noire f6 · Pion blanc sur case blanche d3 · Cavalier blanc sur case blanche f3 · Pion blanc sur case blanche a2 · Pion blanc sur case noire b2 · Pion blanc sur case blanche c2 · Dame blanche sur case blanche e2 · Pion blanc sur case noire f2 · Pion blanc sur case blanche g2 · Pion blanc sur case noire h2 · Tour blanche sur case noire a1 · Cavalier blanc sur case blanche b1 · Fou blanc sur case noire c1 · Roi blanc sur case noire e1 · Fou blanc sur case blanche f1 · Tour blanche sur case blanche h1 | Tour noire sur case blanche a8 · Cavalier noir sur case noire b8 · Fou noir sur case blanche c8 · Dame noire sur case noire d8 · Roi noir sur case blanche e8 · Fou noir sur case noire f8 · Tour noire sur case noire h8 · Pion noir sur case noire a7 · Pion noir sur case blanche b7 · Pion noir sur case noire c7 · Pion noir sur case blanche f7 · Pion noir sur case noire g7 · Pion noir sur case blanche h7 · Pion noir sur case noire d6 · Cavalier noir sur case noire f6 · Pion blanc sur case blanche d3 · Cavalier blanc sur case blanche f3 · Pion blanc sur case blanche a2 · Pion blanc sur case noire b2 · Pion blanc sur case blanche c2 · Dame blanche sur case blanche e2 · Pion blanc sur case noire f2 · Pion blanc sur case blanche g2 · Pion blanc sur case noire h2 · Tour blanche sur case noire a1 · Cavalier blanc sur case blanche b1 · Fou blanc sur case noire c1 · Roi blanc sur case noire e1 · Fou blanc sur case blanche f1 · Tour blanche sur case blanche h1 | Tour noire sur case blanche a8 · Cavalier noir sur case noire b8 · Fou noir sur case blanche c8 · Dame noire sur case noire d8 · Roi noir sur case blanche e8 · Fou noir sur case noire f8 · Tour noire sur case noire h8 · Pion noir sur case noire a7 · Pion noir sur case blanche b7 · Pion noir sur case noire c7 · Pion noir sur case blanche f7 · Pion noir sur case noire g7 · Pion noir sur case blanche h7 · Pion noir sur case noire d6 · Cavalier noir sur case noire f6 · Pion blanc sur case blanche d3 · Cavalier blanc sur case blanche f3 · Pion blanc sur case blanche a2 · Pion blanc sur case noire b2 · Pion blanc sur case blanche c2 · Dame blanche sur case blanche e2 · Pion blanc sur case noire f2 · Pion blanc sur case blanche g2 · Pion blanc sur case noire h2 · Tour blanche sur case noire a1 · Cavalier blanc sur case blanche b1 · Fou blanc sur case noire c1 · Roi blanc sur case noire e1 · Fou blanc sur case blanche f1 · Tour blanche sur case blanche h1 | Tour noire sur case blanche a8 · Cavalier noir sur case noire b8 · Fou noir sur case blanche c8 · Dame noire sur case noire d8 · Roi noir sur case blanche e8 · Fou noir sur case noire f8 · Tour noire sur case noire h8 · Pion noir sur case noire a7 · Pion noir sur case blanche b7 · Pion noir sur case noire c7 · Pion noir sur case blanche f7 · Pion noir sur case noire g7 · Pion noir sur case blanche h7 · Pion noir sur case noire d6 · Cavalier noir sur case noire f6 · Pion blanc sur case blanche d3 · Cavalier blanc sur case blanche f3 · Pion blanc sur case blanche a2 · Pion blanc sur case noire b2 · Pion blanc sur case blanche c2 · Dame blanche sur case blanche e2 · Pion blanc sur case noire f2 · Pion blanc sur case blanche g2 · Pion blanc sur case noire h2 · Tour blanche sur case noire a1 · Cavalier blanc sur case blanche b1 · Fou blanc sur case noire c1 · Roi blanc sur case noire e1 · Fou blanc sur case blanche f1 · Tour blanche sur case blanche h1 | Tour noire sur case blanche a8 · Cavalier noir sur case noire b8 · Fou noir sur case blanche c8 · Dame noire sur case noire d8 · Roi noir sur case blanche e8 · Fou noir sur case noire f8 · Tour noire sur case noire h8 · Pion noir sur case noire a7 · Pion noir sur case blanche b7 · Pion noir sur case noire c7 · Pion noir sur case blanche f7 · Pion noir sur case noire g7 · Pion noir sur case blanche h7 · Pion noir sur case noire d6 · Cavalier noir sur case noire f6 · Pion blanc sur case blanche d3 · Cavalier blanc sur case blanche f3 · Pion blanc sur case blanche a2 · Pion blanc sur case noire b2 · Pion blanc sur case blanche c2 · Dame blanche sur case blanche e2 · Pion blanc sur case noire f2 · Pion blanc sur case blanche g2 · Pion blanc sur case noire h2 · Tour blanche sur case noire a1 · Cavalier blanc sur case blanche b1 · Fou blanc sur case noire c1 · Roi blanc sur case noire e1 · Fou blanc sur case blanche f1 · Tour blanche sur case blanche h1 | Tour noire sur case blanche a8 · Cavalier noir sur case noire b8 · Fou noir sur case blanche c8 · Dame noire sur case noire d8 · Roi noir sur case blanche e8 · Fou noir sur case noire f8 · Tour noire sur case noire h8 · Pion noir sur case noire a7 · Pion noir sur case blanche b7 · Pion noir sur case noire c7 · Pion noir sur case blanche f7 · Pion noir sur case noire g7 · Pion noir sur case blanche h7 · Pion noir sur case noire d6 · Cavalier noir sur case noire f6 · Pion blanc sur case blanche d3 · Cavalier blanc sur case blanche f3 · Pion blanc sur case blanche a2 · Pion blanc sur case noire b2 · Pion blanc sur case blanche c2 · Dame blanche sur case blanche e2 · Pion blanc sur case noire f2 · Pion blanc sur case blanche g2 · Pion blanc sur case noire h2 · Tour blanche sur case noire a1 · Cavalier blanc sur case blanche b1 · Fou blanc sur case noire c1 · Roi blanc sur case noire e1 · Fou blanc sur case blanche f1 · Tour blanche sur case blanche h1 | Tour noire sur case blanche a8 · Cavalier noir sur case noire b8 · Fou noir sur case blanche c8 · Dame noire sur case noire d8 · Roi noir sur case blanche e8 · Fou noir sur case noire f8 · Tour noire sur case noire h8 · Pion noir sur case noire a7 · Pion noir sur case blanche b7 · Pion noir sur case noire c7 · Pion noir sur case blanche f7 · Pion noir sur case noire g7 · Pion noir sur case blanche h7 · Pion noir sur case noire d6 · Cavalier noir sur case noire f6 · Pion blanc sur case blanche d3 · Cavalier blanc sur case blanche f3 · Pion blanc sur case blanche a2 · Pion blanc sur case noire b2 · Pion blanc sur case blanche c2 · Dame blanche sur case blanche e2 · Pion blanc sur case noire f2 · Pion blanc sur case blanche g2 · Pion blanc sur case noire h2 · Tour blanche sur case noire a1 · Cavalier blanc sur case blanche b1 · Fou blanc sur case noire c1 · Roi blanc sur case noire e1 · Fou blanc sur case blanche f1 · Tour blanche sur case blanche h1 | Tour noire sur case blanche a8 · Cavalier noir sur case noire b8 · Fou noir sur case blanche c8 · Dame noire sur case noire d8 · Roi noir sur case blanche e8 · Fou noir sur case noire f8 · Tour noire sur case noire h8 · Pion noir sur case noire a7 · Pion noir sur case blanche b7 · Pion noir sur case noire c7 · Pion noir sur case blanche f7 · Pion noir sur case noire g7 · Pion noir sur case blanche h7 · Pion noir sur case noire d6 · Cavalier noir sur case noire f6 · Pion blanc sur case blanche d3 · Cavalier blanc sur case blanche f3 · Pion blanc sur case blanche a2 · Pion blanc sur case noire b2 · Pion blanc sur case blanche c2 · Dame blanche sur case blanche e2 · Pion blanc sur case noire f2 · Pion blanc sur case blanche g2 · Pion blanc sur case noire h2 · Tour blanche sur case noire a1 · Cavalier blanc sur case blanche b1 · Fou blanc sur case noire c1 · Roi blanc sur case noire e1 · Fou blanc sur case blanche f1 · Tour blanche sur case blanche h1 | 7 |
| 6 | Tour noire sur case blanche a8 · Cavalier noir sur case noire b8 · Fou noir sur case blanche c8 · Dame noire sur case noire d8 · Roi noir sur case blanche e8 · Fou noir sur case noire f8 · Tour noire sur case noire h8 · Pion noir sur case noire a7 · Pion noir sur case blanche b7 · Pion noir sur case noire c7 · Pion noir sur case blanche f7 · Pion noir sur case noire g7 · Pion noir sur case blanche h7 · Pion noir sur case noire d6 · Cavalier noir sur case noire f6 · Pion blanc sur case blanche d3 · Cavalier blanc sur case blanche f3 · Pion blanc sur case blanche a2 · Pion blanc sur case noire b2 · Pion blanc sur case blanche c2 · Dame blanche sur case blanche e2 · Pion blanc sur case noire f2 · Pion blanc sur case blanche g2 · Pion blanc sur case noire h2 · Tour blanche sur case noire a1 · Cavalier blanc sur case blanche b1 · Fou blanc sur case noire c1 · Roi blanc sur case noire e1 · Fou blanc sur case blanche f1 · Tour blanche sur case blanche h1 | Tour noire sur case blanche a8 · Cavalier noir sur case noire b8 · Fou noir sur case blanche c8 · Dame noire sur case noire d8 · Roi noir sur case blanche e8 · Fou noir sur case noire f8 · Tour noire sur case noire h8 · Pion noir sur case noire a7 · Pion noir sur case blanche b7 · Pion noir sur case noire c7 · Pion noir sur case blanche f7 · Pion noir sur case noire g7 · Pion noir sur case blanche h7 · Pion noir sur case noire d6 · Cavalier noir sur case noire f6 · Pion blanc sur case blanche d3 · Cavalier blanc sur case blanche f3 · Pion blanc sur case blanche a2 · Pion blanc sur case noire b2 · Pion blanc sur case blanche c2 · Dame blanche sur case blanche e2 · Pion blanc sur case noire f2 · Pion blanc sur case blanche g2 · Pion blanc sur case noire h2 · Tour blanche sur case noire a1 · Cavalier blanc sur case blanche b1 · Fou blanc sur case noire c1 · Roi blanc sur case noire e1 · Fou blanc sur case blanche f1 · Tour blanche sur case blanche h1 | Tour noire sur case blanche a8 · Cavalier noir sur case noire b8 · Fou noir sur case blanche c8 · Dame noire sur case noire d8 · Roi noir sur case blanche e8 · Fou noir sur case noire f8 · Tour noire sur case noire h8 · Pion noir sur case noire a7 · Pion noir sur case blanche b7 · Pion noir sur case noire c7 · Pion noir sur case blanche f7 · Pion noir sur case noire g7 · Pion noir sur case blanche h7 · Pion noir sur case noire d6 · Cavalier noir sur case noire f6 · Pion blanc sur case blanche d3 · Cavalier blanc sur case blanche f3 · Pion blanc sur case blanche a2 · Pion blanc sur case noire b2 · Pion blanc sur case blanche c2 · Dame blanche sur case blanche e2 · Pion blanc sur case noire f2 · Pion blanc sur case blanche g2 · Pion blanc sur case noire h2 · Tour blanche sur case noire a1 · Cavalier blanc sur case blanche b1 · Fou blanc sur case noire c1 · Roi blanc sur case noire e1 · Fou blanc sur case blanche f1 · Tour blanche sur case blanche h1 | Tour noire sur case blanche a8 · Cavalier noir sur case noire b8 · Fou noir sur case blanche c8 · Dame noire sur case noire d8 · Roi noir sur case blanche e8 · Fou noir sur case noire f8 · Tour noire sur case noire h8 · Pion noir sur case noire a7 · Pion noir sur case blanche b7 · Pion noir sur case noire c7 · Pion noir sur case blanche f7 · Pion noir sur case noire g7 · Pion noir sur case blanche h7 · Pion noir sur case noire d6 · Cavalier noir sur case noire f6 · Pion blanc sur case blanche d3 · Cavalier blanc sur case blanche f3 · Pion blanc sur case blanche a2 · Pion blanc sur case noire b2 · Pion blanc sur case blanche c2 · Dame blanche sur case blanche e2 · Pion blanc sur case noire f2 · Pion blanc sur case blanche g2 · Pion blanc sur case noire h2 · Tour blanche sur case noire a1 · Cavalier blanc sur case blanche b1 · Fou blanc sur case noire c1 · Roi blanc sur case noire e1 · Fou blanc sur case blanche f1 · Tour blanche sur case blanche h1 | Tour noire sur case blanche a8 · Cavalier noir sur case noire b8 · Fou noir sur case blanche c8 · Dame noire sur case noire d8 · Roi noir sur case blanche e8 · Fou noir sur case noire f8 · Tour noire sur case noire h8 · Pion noir sur case noire a7 · Pion noir sur case blanche b7 · Pion noir sur case noire c7 · Pion noir sur case blanche f7 · Pion noir sur case noire g7 · Pion noir sur case blanche h7 · Pion noir sur case noire d6 · Cavalier noir sur case noire f6 · Pion blanc sur case blanche d3 · Cavalier blanc sur case blanche f3 · Pion blanc sur case blanche a2 · Pion blanc sur case noire b2 · Pion blanc sur case blanche c2 · Dame blanche sur case blanche e2 · Pion blanc sur case noire f2 · Pion blanc sur case blanche g2 · Pion blanc sur case noire h2 · Tour blanche sur case noire a1 · Cavalier blanc sur case blanche b1 · Fou blanc sur case noire c1 · Roi blanc sur case noire e1 · Fou blanc sur case blanche f1 · Tour blanche sur case blanche h1 | Tour noire sur case blanche a8 · Cavalier noir sur case noire b8 · Fou noir sur case blanche c8 · Dame noire sur case noire d8 · Roi noir sur case blanche e8 · Fou noir sur case noire f8 · Tour noire sur case noire h8 · Pion noir sur case noire a7 · Pion noir sur case blanche b7 · Pion noir sur case noire c7 · Pion noir sur case blanche f7 · Pion noir sur case noire g7 · Pion noir sur case blanche h7 · Pion noir sur case noire d6 · Cavalier noir sur case noire f6 · Pion blanc sur case blanche d3 · Cavalier blanc sur case blanche f3 · Pion blanc sur case blanche a2 · Pion blanc sur case noire b2 · Pion blanc sur case blanche c2 · Dame blanche sur case blanche e2 · Pion blanc sur case noire f2 · Pion blanc sur case blanche g2 · Pion blanc sur case noire h2 · Tour blanche sur case noire a1 · Cavalier blanc sur case blanche b1 · Fou blanc sur case noire c1 · Roi blanc sur case noire e1 · Fou blanc sur case blanche f1 · Tour blanche sur case blanche h1 | Tour noire sur case blanche a8 · Cavalier noir sur case noire b8 · Fou noir sur case blanche c8 · Dame noire sur case noire d8 · Roi noir sur case blanche e8 · Fou noir sur case noire f8 · Tour noire sur case noire h8 · Pion noir sur case noire a7 · Pion noir sur case blanche b7 · Pion noir sur case noire c7 · Pion noir sur case blanche f7 · Pion noir sur case noire g7 · Pion noir sur case blanche h7 · Pion noir sur case noire d6 · Cavalier noir sur case noire f6 · Pion blanc sur case blanche d3 · Cavalier blanc sur case blanche f3 · Pion blanc sur case blanche a2 · Pion blanc sur case noire b2 · Pion blanc sur case blanche c2 · Dame blanche sur case blanche e2 · Pion blanc sur case noire f2 · Pion blanc sur case blanche g2 · Pion blanc sur case noire h2 · Tour blanche sur case noire a1 · Cavalier blanc sur case blanche b1 · Fou blanc sur case noire c1 · Roi blanc sur case noire e1 · Fou blanc sur case blanche f1 · Tour blanche sur case blanche h1 | Tour noire sur case blanche a8 · Cavalier noir sur case noire b8 · Fou noir sur case blanche c8 · Dame noire sur case noire d8 · Roi noir sur case blanche e8 · Fou noir sur case noire f8 · Tour noire sur case noire h8 · Pion noir sur case noire a7 · Pion noir sur case blanche b7 · Pion noir sur case noire c7 · Pion noir sur case blanche f7 · Pion noir sur case noire g7 · Pion noir sur case blanche h7 · Pion noir sur case noire d6 · Cavalier noir sur case noire f6 · Pion blanc sur case blanche d3 · Cavalier blanc sur case blanche f3 · Pion blanc sur case blanche a2 · Pion blanc sur case noire b2 · Pion blanc sur case blanche c2 · Dame blanche sur case blanche e2 · Pion blanc sur case noire f2 · Pion blanc sur case blanche g2 · Pion blanc sur case noire h2 · Tour blanche sur case noire a1 · Cavalier blanc sur case blanche b1 · Fou blanc sur case noire c1 · Roi blanc sur case noire e1 · Fou blanc sur case blanche f1 · Tour blanche sur case blanche h1 | 6 |
| 5 | Tour noire sur case blanche a8 · Cavalier noir sur case noire b8 · Fou noir sur case blanche c8 · Dame noire sur case noire d8 · Roi noir sur case blanche e8 · Fou noir sur case noire f8 · Tour noire sur case noire h8 · Pion noir sur case noire a7 · Pion noir sur case blanche b7 · Pion noir sur case noire c7 · Pion noir sur case blanche f7 · Pion noir sur case noire g7 · Pion noir sur case blanche h7 · Pion noir sur case noire d6 · Cavalier noir sur case noire f6 · Pion blanc sur case blanche d3 · Cavalier blanc sur case blanche f3 · Pion blanc sur case blanche a2 · Pion blanc sur case noire b2 · Pion blanc sur case blanche c2 · Dame blanche sur case blanche e2 · Pion blanc sur case noire f2 · Pion blanc sur case blanche g2 · Pion blanc sur case noire h2 · Tour blanche sur case noire a1 · Cavalier blanc sur case blanche b1 · Fou blanc sur case noire c1 · Roi blanc sur case noire e1 · Fou blanc sur case blanche f1 · Tour blanche sur case blanche h1 | Tour noire sur case blanche a8 · Cavalier noir sur case noire b8 · Fou noir sur case blanche c8 · Dame noire sur case noire d8 · Roi noir sur case blanche e8 · Fou noir sur case noire f8 · Tour noire sur case noire h8 · Pion noir sur case noire a7 · Pion noir sur case blanche b7 · Pion noir sur case noire c7 · Pion noir sur case blanche f7 · Pion noir sur case noire g7 · Pion noir sur case blanche h7 · Pion noir sur case noire d6 · Cavalier noir sur case noire f6 · Pion blanc sur case blanche d3 · Cavalier blanc sur case blanche f3 · Pion blanc sur case blanche a2 · Pion blanc sur case noire b2 · Pion blanc sur case blanche c2 · Dame blanche sur case blanche e2 · Pion blanc sur case noire f2 · Pion blanc sur case blanche g2 · Pion blanc sur case noire h2 · Tour blanche sur case noire a1 · Cavalier blanc sur case blanche b1 · Fou blanc sur case noire c1 · Roi blanc sur case noire e1 · Fou blanc sur case blanche f1 · Tour blanche sur case blanche h1 | Tour noire sur case blanche a8 · Cavalier noir sur case noire b8 · Fou noir sur case blanche c8 · Dame noire sur case noire d8 · Roi noir sur case blanche e8 · Fou noir sur case noire f8 · Tour noire sur case noire h8 · Pion noir sur case noire a7 · Pion noir sur case blanche b7 · Pion noir sur case noire c7 · Pion noir sur case blanche f7 · Pion noir sur case noire g7 · Pion noir sur case blanche h7 · Pion noir sur case noire d6 · Cavalier noir sur case noire f6 · Pion blanc sur case blanche d3 · Cavalier blanc sur case blanche f3 · Pion blanc sur case blanche a2 · Pion blanc sur case noire b2 · Pion blanc sur case blanche c2 · Dame blanche sur case blanche e2 · Pion blanc sur case noire f2 · Pion blanc sur case blanche g2 · Pion blanc sur case noire h2 · Tour blanche sur case noire a1 · Cavalier blanc sur case blanche b1 · Fou blanc sur case noire c1 · Roi blanc sur case noire e1 · Fou blanc sur case blanche f1 · Tour blanche sur case blanche h1 | Tour noire sur case blanche a8 · Cavalier noir sur case noire b8 · Fou noir sur case blanche c8 · Dame noire sur case noire d8 · Roi noir sur case blanche e8 · Fou noir sur case noire f8 · Tour noire sur case noire h8 · Pion noir sur case noire a7 · Pion noir sur case blanche b7 · Pion noir sur case noire c7 · Pion noir sur case blanche f7 · Pion noir sur case noire g7 · Pion noir sur case blanche h7 · Pion noir sur case noire d6 · Cavalier noir sur case noire f6 · Pion blanc sur case blanche d3 · Cavalier blanc sur case blanche f3 · Pion blanc sur case blanche a2 · Pion blanc sur case noire b2 · Pion blanc sur case blanche c2 · Dame blanche sur case blanche e2 · Pion blanc sur case noire f2 · Pion blanc sur case blanche g2 · Pion blanc sur case noire h2 · Tour blanche sur case noire a1 · Cavalier blanc sur case blanche b1 · Fou blanc sur case noire c1 · Roi blanc sur case noire e1 · Fou blanc sur case blanche f1 · Tour blanche sur case blanche h1 | Tour noire sur case blanche a8 · Cavalier noir sur case noire b8 · Fou noir sur case blanche c8 · Dame noire sur case noire d8 · Roi noir sur case blanche e8 · Fou noir sur case noire f8 · Tour noire sur case noire h8 · Pion noir sur case noire a7 · Pion noir sur case blanche b7 · Pion noir sur case noire c7 · Pion noir sur case blanche f7 · Pion noir sur case noire g7 · Pion noir sur case blanche h7 · Pion noir sur case noire d6 · Cavalier noir sur case noire f6 · Pion blanc sur case blanche d3 · Cavalier blanc sur case blanche f3 · Pion blanc sur case blanche a2 · Pion blanc sur case noire b2 · Pion blanc sur case blanche c2 · Dame blanche sur case blanche e2 · Pion blanc sur case noire f2 · Pion blanc sur case blanche g2 · Pion blanc sur case noire h2 · Tour blanche sur case noire a1 · Cavalier blanc sur case blanche b1 · Fou blanc sur case noire c1 · Roi blanc sur case noire e1 · Fou blanc sur case blanche f1 · Tour blanche sur case blanche h1 | Tour noire sur case blanche a8 · Cavalier noir sur case noire b8 · Fou noir sur case blanche c8 · Dame noire sur case noire d8 · Roi noir sur case blanche e8 · Fou noir sur case noire f8 · Tour noire sur case noire h8 · Pion noir sur case noire a7 · Pion noir sur case blanche b7 · Pion noir sur case noire c7 · Pion noir sur case blanche f7 · Pion noir sur case noire g7 · Pion noir sur case blanche h7 · Pion noir sur case noire d6 · Cavalier noir sur case noire f6 · Pion blanc sur case blanche d3 · Cavalier blanc sur case blanche f3 · Pion blanc sur case blanche a2 · Pion blanc sur case noire b2 · Pion blanc sur case blanche c2 · Dame blanche sur case blanche e2 · Pion blanc sur case noire f2 · Pion blanc sur case blanche g2 · Pion blanc sur case noire h2 · Tour blanche sur case noire a1 · Cavalier blanc sur case blanche b1 · Fou blanc sur case noire c1 · Roi blanc sur case noire e1 · Fou blanc sur case blanche f1 · Tour blanche sur case blanche h1 | Tour noire sur case blanche a8 · Cavalier noir sur case noire b8 · Fou noir sur case blanche c8 · Dame noire sur case noire d8 · Roi noir sur case blanche e8 · Fou noir sur case noire f8 · Tour noire sur case noire h8 · Pion noir sur case noire a7 · Pion noir sur case blanche b7 · Pion noir sur case noire c7 · Pion noir sur case blanche f7 · Pion noir sur case noire g7 · Pion noir sur case blanche h7 · Pion noir sur case noire d6 · Cavalier noir sur case noire f6 · Pion blanc sur case blanche d3 · Cavalier blanc sur case blanche f3 · Pion blanc sur case blanche a2 · Pion blanc sur case noire b2 · Pion blanc sur case blanche c2 · Dame blanche sur case blanche e2 · Pion blanc sur case noire f2 · Pion blanc sur case blanche g2 · Pion blanc sur case noire h2 · Tour blanche sur case noire a1 · Cavalier blanc sur case blanche b1 · Fou blanc sur case noire c1 · Roi blanc sur case noire e1 · Fou blanc sur case blanche f1 · Tour blanche sur case blanche h1 | Tour noire sur case blanche a8 · Cavalier noir sur case noire b8 · Fou noir sur case blanche c8 · Dame noire sur case noire d8 · Roi noir sur case blanche e8 · Fou noir sur case noire f8 · Tour noire sur case noire h8 · Pion noir sur case noire a7 · Pion noir sur case blanche b7 · Pion noir sur case noire c7 · Pion noir sur case blanche f7 · Pion noir sur case noire g7 · Pion noir sur case blanche h7 · Pion noir sur case noire d6 · Cavalier noir sur case noire f6 · Pion blanc sur case blanche d3 · Cavalier blanc sur case blanche f3 · Pion blanc sur case blanche a2 · Pion blanc sur case noire b2 · Pion blanc sur case blanche c2 · Dame blanche sur case blanche e2 · Pion blanc sur case noire f2 · Pion blanc sur case blanche g2 · Pion blanc sur case noire h2 · Tour blanche sur case noire a1 · Cavalier blanc sur case blanche b1 · Fou blanc sur case noire c1 · Roi blanc sur case noire e1 · Fou blanc sur case blanche f1 · Tour blanche sur case blanche h1 | 5 |
| 4 | Tour noire sur case blanche a8 · Cavalier noir sur case noire b8 · Fou noir sur case blanche c8 · Dame noire sur case noire d8 · Roi noir sur case blanche e8 · Fou noir sur case noire f8 · Tour noire sur case noire h8 · Pion noir sur case noire a7 · Pion noir sur case blanche b7 · Pion noir sur case noire c7 · Pion noir sur case blanche f7 · Pion noir sur case noire g7 · Pion noir sur case blanche h7 · Pion noir sur case noire d6 · Cavalier noir sur case noire f6 · Pion blanc sur case blanche d3 · Cavalier blanc sur case blanche f3 · Pion blanc sur case blanche a2 · Pion blanc sur case noire b2 · Pion blanc sur case blanche c2 · Dame blanche sur case blanche e2 · Pion blanc sur case noire f2 · Pion blanc sur case blanche g2 · Pion blanc sur case noire h2 · Tour blanche sur case noire a1 · Cavalier blanc sur case blanche b1 · Fou blanc sur case noire c1 · Roi blanc sur case noire e1 · Fou blanc sur case blanche f1 · Tour blanche sur case blanche h1 | Tour noire sur case blanche a8 · Cavalier noir sur case noire b8 · Fou noir sur case blanche c8 · Dame noire sur case noire d8 · Roi noir sur case blanche e8 · Fou noir sur case noire f8 · Tour noire sur case noire h8 · Pion noir sur case noire a7 · Pion noir sur case blanche b7 · Pion noir sur case noire c7 · Pion noir sur case blanche f7 · Pion noir sur case noire g7 · Pion noir sur case blanche h7 · Pion noir sur case noire d6 · Cavalier noir sur case noire f6 · Pion blanc sur case blanche d3 · Cavalier blanc sur case blanche f3 · Pion blanc sur case blanche a2 · Pion blanc sur case noire b2 · Pion blanc sur case blanche c2 · Dame blanche sur case blanche e2 · Pion blanc sur case noire f2 · Pion blanc sur case blanche g2 · Pion blanc sur case noire h2 · Tour blanche sur case noire a1 · Cavalier blanc sur case blanche b1 · Fou blanc sur case noire c1 · Roi blanc sur case noire e1 · Fou blanc sur case blanche f1 · Tour blanche sur case blanche h1 | Tour noire sur case blanche a8 · Cavalier noir sur case noire b8 · Fou noir sur case blanche c8 · Dame noire sur case noire d8 · Roi noir sur case blanche e8 · Fou noir sur case noire f8 · Tour noire sur case noire h8 · Pion noir sur case noire a7 · Pion noir sur case blanche b7 · Pion noir sur case noire c7 · Pion noir sur case blanche f7 · Pion noir sur case noire g7 · Pion noir sur case blanche h7 · Pion noir sur case noire d6 · Cavalier noir sur case noire f6 · Pion blanc sur case blanche d3 · Cavalier blanc sur case blanche f3 · Pion blanc sur case blanche a2 · Pion blanc sur case noire b2 · Pion blanc sur case blanche c2 · Dame blanche sur case blanche e2 · Pion blanc sur case noire f2 · Pion blanc sur case blanche g2 · Pion blanc sur case noire h2 · Tour blanche sur case noire a1 · Cavalier blanc sur case blanche b1 · Fou blanc sur case noire c1 · Roi blanc sur case noire e1 · Fou blanc sur case blanche f1 · Tour blanche sur case blanche h1 | Tour noire sur case blanche a8 · Cavalier noir sur case noire b8 · Fou noir sur case blanche c8 · Dame noire sur case noire d8 · Roi noir sur case blanche e8 · Fou noir sur case noire f8 · Tour noire sur case noire h8 · Pion noir sur case noire a7 · Pion noir sur case blanche b7 · Pion noir sur case noire c7 · Pion noir sur case blanche f7 · Pion noir sur case noire g7 · Pion noir sur case blanche h7 · Pion noir sur case noire d6 · Cavalier noir sur case noire f6 · Pion blanc sur case blanche d3 · Cavalier blanc sur case blanche f3 · Pion blanc sur case blanche a2 · Pion blanc sur case noire b2 · Pion blanc sur case blanche c2 · Dame blanche sur case blanche e2 · Pion blanc sur case noire f2 · Pion blanc sur case blanche g2 · Pion blanc sur case noire h2 · Tour blanche sur case noire a1 · Cavalier blanc sur case blanche b1 · Fou blanc sur case noire c1 · Roi blanc sur case noire e1 · Fou blanc sur case blanche f1 · Tour blanche sur case blanche h1 | Tour noire sur case blanche a8 · Cavalier noir sur case noire b8 · Fou noir sur case blanche c8 · Dame noire sur case noire d8 · Roi noir sur case blanche e8 · Fou noir sur case noire f8 · Tour noire sur case noire h8 · Pion noir sur case noire a7 · Pion noir sur case blanche b7 · Pion noir sur case noire c7 · Pion noir sur case blanche f7 · Pion noir sur case noire g7 · Pion noir sur case blanche h7 · Pion noir sur case noire d6 · Cavalier noir sur case noire f6 · Pion blanc sur case blanche d3 · Cavalier blanc sur case blanche f3 · Pion blanc sur case blanche a2 · Pion blanc sur case noire b2 · Pion blanc sur case blanche c2 · Dame blanche sur case blanche e2 · Pion blanc sur case noire f2 · Pion blanc sur case blanche g2 · Pion blanc sur case noire h2 · Tour blanche sur case noire a1 · Cavalier blanc sur case blanche b1 · Fou blanc sur case noire c1 · Roi blanc sur case noire e1 · Fou blanc sur case blanche f1 · Tour blanche sur case blanche h1 | Tour noire sur case blanche a8 · Cavalier noir sur case noire b8 · Fou noir sur case blanche c8 · Dame noire sur case noire d8 · Roi noir sur case blanche e8 · Fou noir sur case noire f8 · Tour noire sur case noire h8 · Pion noir sur case noire a7 · Pion noir sur case blanche b7 · Pion noir sur case noire c7 · Pion noir sur case blanche f7 · Pion noir sur case noire g7 · Pion noir sur case blanche h7 · Pion noir sur case noire d6 · Cavalier noir sur case noire f6 · Pion blanc sur case blanche d3 · Cavalier blanc sur case blanche f3 · Pion blanc sur case blanche a2 · Pion blanc sur case noire b2 · Pion blanc sur case blanche c2 · Dame blanche sur case blanche e2 · Pion blanc sur case noire f2 · Pion blanc sur case blanche g2 · Pion blanc sur case noire h2 · Tour blanche sur case noire a1 · Cavalier blanc sur case blanche b1 · Fou blanc sur case noire c1 · Roi blanc sur case noire e1 · Fou blanc sur case blanche f1 · Tour blanche sur case blanche h1 | Tour noire sur case blanche a8 · Cavalier noir sur case noire b8 · Fou noir sur case blanche c8 · Dame noire sur case noire d8 · Roi noir sur case blanche e8 · Fou noir sur case noire f8 · Tour noire sur case noire h8 · Pion noir sur case noire a7 · Pion noir sur case blanche b7 · Pion noir sur case noire c7 · Pion noir sur case blanche f7 · Pion noir sur case noire g7 · Pion noir sur case blanche h7 · Pion noir sur case noire d6 · Cavalier noir sur case noire f6 · Pion blanc sur case blanche d3 · Cavalier blanc sur case blanche f3 · Pion blanc sur case blanche a2 · Pion blanc sur case noire b2 · Pion blanc sur case blanche c2 · Dame blanche sur case blanche e2 · Pion blanc sur case noire f2 · Pion blanc sur case blanche g2 · Pion blanc sur case noire h2 · Tour blanche sur case noire a1 · Cavalier blanc sur case blanche b1 · Fou blanc sur case noire c1 · Roi blanc sur case noire e1 · Fou blanc sur case blanche f1 · Tour blanche sur case blanche h1 | Tour noire sur case blanche a8 · Cavalier noir sur case noire b8 · Fou noir sur case blanche c8 · Dame noire sur case noire d8 · Roi noir sur case blanche e8 · Fou noir sur case noire f8 · Tour noire sur case noire h8 · Pion noir sur case noire a7 · Pion noir sur case blanche b7 · Pion noir sur case noire c7 · Pion noir sur case blanche f7 · Pion noir sur case noire g7 · Pion noir sur case blanche h7 · Pion noir sur case noire d6 · Cavalier noir sur case noire f6 · Pion blanc sur case blanche d3 · Cavalier blanc sur case blanche f3 · Pion blanc sur case blanche a2 · Pion blanc sur case noire b2 · Pion blanc sur case blanche c2 · Dame blanche sur case blanche e2 · Pion blanc sur case noire f2 · Pion blanc sur case blanche g2 · Pion blanc sur case noire h2 · Tour blanche sur case noire a1 · Cavalier blanc sur case blanche b1 · Fou blanc sur case noire c1 · Roi blanc sur case noire e1 · Fou blanc sur case blanche f1 · Tour blanche sur case blanche h1 | 4 |
| 3 | Tour noire sur case blanche a8 · Cavalier noir sur case noire b8 · Fou noir sur case blanche c8 · Dame noire sur case noire d8 · Roi noir sur case blanche e8 · Fou noir sur case noire f8 · Tour noire sur case noire h8 · Pion noir sur case noire a7 · Pion noir sur case blanche b7 · Pion noir sur case noire c7 · Pion noir sur case blanche f7 · Pion noir sur case noire g7 · Pion noir sur case blanche h7 · Pion noir sur case noire d6 · Cavalier noir sur case noire f6 · Pion blanc sur case blanche d3 · Cavalier blanc sur case blanche f3 · Pion blanc sur case blanche a2 · Pion blanc sur case noire b2 · Pion blanc sur case blanche c2 · Dame blanche sur case blanche e2 · Pion blanc sur case noire f2 · Pion blanc sur case blanche g2 · Pion blanc sur case noire h2 · Tour blanche sur case noire a1 · Cavalier blanc sur case blanche b1 · Fou blanc sur case noire c1 · Roi blanc sur case noire e1 · Fou blanc sur case blanche f1 · Tour blanche sur case blanche h1 | Tour noire sur case blanche a8 · Cavalier noir sur case noire b8 · Fou noir sur case blanche c8 · Dame noire sur case noire d8 · Roi noir sur case blanche e8 · Fou noir sur case noire f8 · Tour noire sur case noire h8 · Pion noir sur case noire a7 · Pion noir sur case blanche b7 · Pion noir sur case noire c7 · Pion noir sur case blanche f7 · Pion noir sur case noire g7 · Pion noir sur case blanche h7 · Pion noir sur case noire d6 · Cavalier noir sur case noire f6 · Pion blanc sur case blanche d3 · Cavalier blanc sur case blanche f3 · Pion blanc sur case blanche a2 · Pion blanc sur case noire b2 · Pion blanc sur case blanche c2 · Dame blanche sur case blanche e2 · Pion blanc sur case noire f2 · Pion blanc sur case blanche g2 · Pion blanc sur case noire h2 · Tour blanche sur case noire a1 · Cavalier blanc sur case blanche b1 · Fou blanc sur case noire c1 · Roi blanc sur case noire e1 · Fou blanc sur case blanche f1 · Tour blanche sur case blanche h1 | Tour noire sur case blanche a8 · Cavalier noir sur case noire b8 · Fou noir sur case blanche c8 · Dame noire sur case noire d8 · Roi noir sur case blanche e8 · Fou noir sur case noire f8 · Tour noire sur case noire h8 · Pion noir sur case noire a7 · Pion noir sur case blanche b7 · Pion noir sur case noire c7 · Pion noir sur case blanche f7 · Pion noir sur case noire g7 · Pion noir sur case blanche h7 · Pion noir sur case noire d6 · Cavalier noir sur case noire f6 · Pion blanc sur case blanche d3 · Cavalier blanc sur case blanche f3 · Pion blanc sur case blanche a2 · Pion blanc sur case noire b2 · Pion blanc sur case blanche c2 · Dame blanche sur case blanche e2 · Pion blanc sur case noire f2 · Pion blanc sur case blanche g2 · Pion blanc sur case noire h2 · Tour blanche sur case noire a1 · Cavalier blanc sur case blanche b1 · Fou blanc sur case noire c1 · Roi blanc sur case noire e1 · Fou blanc sur case blanche f1 · Tour blanche sur case blanche h1 | Tour noire sur case blanche a8 · Cavalier noir sur case noire b8 · Fou noir sur case blanche c8 · Dame noire sur case noire d8 · Roi noir sur case blanche e8 · Fou noir sur case noire f8 · Tour noire sur case noire h8 · Pion noir sur case noire a7 · Pion noir sur case blanche b7 · Pion noir sur case noire c7 · Pion noir sur case blanche f7 · Pion noir sur case noire g7 · Pion noir sur case blanche h7 · Pion noir sur case noire d6 · Cavalier noir sur case noire f6 · Pion blanc sur case blanche d3 · Cavalier blanc sur case blanche f3 · Pion blanc sur case blanche a2 · Pion blanc sur case noire b2 · Pion blanc sur case blanche c2 · Dame blanche sur case blanche e2 · Pion blanc sur case noire f2 · Pion blanc sur case blanche g2 · Pion blanc sur case noire h2 · Tour blanche sur case noire a1 · Cavalier blanc sur case blanche b1 · Fou blanc sur case noire c1 · Roi blanc sur case noire e1 · Fou blanc sur case blanche f1 · Tour blanche sur case blanche h1 | Tour noire sur case blanche a8 · Cavalier noir sur case noire b8 · Fou noir sur case blanche c8 · Dame noire sur case noire d8 · Roi noir sur case blanche e8 · Fou noir sur case noire f8 · Tour noire sur case noire h8 · Pion noir sur case noire a7 · Pion noir sur case blanche b7 · Pion noir sur case noire c7 · Pion noir sur case blanche f7 · Pion noir sur case noire g7 · Pion noir sur case blanche h7 · Pion noir sur case noire d6 · Cavalier noir sur case noire f6 · Pion blanc sur case blanche d3 · Cavalier blanc sur case blanche f3 · Pion blanc sur case blanche a2 · Pion blanc sur case noire b2 · Pion blanc sur case blanche c2 · Dame blanche sur case blanche e2 · Pion blanc sur case noire f2 · Pion blanc sur case blanche g2 · Pion blanc sur case noire h2 · Tour blanche sur case noire a1 · Cavalier blanc sur case blanche b1 · Fou blanc sur case noire c1 · Roi blanc sur case noire e1 · Fou blanc sur case blanche f1 · Tour blanche sur case blanche h1 | Tour noire sur case blanche a8 · Cavalier noir sur case noire b8 · Fou noir sur case blanche c8 · Dame noire sur case noire d8 · Roi noir sur case blanche e8 · Fou noir sur case noire f8 · Tour noire sur case noire h8 · Pion noir sur case noire a7 · Pion noir sur case blanche b7 · Pion noir sur case noire c7 · Pion noir sur case blanche f7 · Pion noir sur case noire g7 · Pion noir sur case blanche h7 · Pion noir sur case noire d6 · Cavalier noir sur case noire f6 · Pion blanc sur case blanche d3 · Cavalier blanc sur case blanche f3 · Pion blanc sur case blanche a2 · Pion blanc sur case noire b2 · Pion blanc sur case blanche c2 · Dame blanche sur case blanche e2 · Pion blanc sur case noire f2 · Pion blanc sur case blanche g2 · Pion blanc sur case noire h2 · Tour blanche sur case noire a1 · Cavalier blanc sur case blanche b1 · Fou blanc sur case noire c1 · Roi blanc sur case noire e1 · Fou blanc sur case blanche f1 · Tour blanche sur case blanche h1 | Tour noire sur case blanche a8 · Cavalier noir sur case noire b8 · Fou noir sur case blanche c8 · Dame noire sur case noire d8 · Roi noir sur case blanche e8 · Fou noir sur case noire f8 · Tour noire sur case noire h8 · Pion noir sur case noire a7 · Pion noir sur case blanche b7 · Pion noir sur case noire c7 · Pion noir sur case blanche f7 · Pion noir sur case noire g7 · Pion noir sur case blanche h7 · Pion noir sur case noire d6 · Cavalier noir sur case noire f6 · Pion blanc sur case blanche d3 · Cavalier blanc sur case blanche f3 · Pion blanc sur case blanche a2 · Pion blanc sur case noire b2 · Pion blanc sur case blanche c2 · Dame blanche sur case blanche e2 · Pion blanc sur case noire f2 · Pion blanc sur case blanche g2 · Pion blanc sur case noire h2 · Tour blanche sur case noire a1 · Cavalier blanc sur case blanche b1 · Fou blanc sur case noire c1 · Roi blanc sur case noire e1 · Fou blanc sur case blanche f1 · Tour blanche sur case blanche h1 | Tour noire sur case blanche a8 · Cavalier noir sur case noire b8 · Fou noir sur case blanche c8 · Dame noire sur case noire d8 · Roi noir sur case blanche e8 · Fou noir sur case noire f8 · Tour noire sur case noire h8 · Pion noir sur case noire a7 · Pion noir sur case blanche b7 · Pion noir sur case noire c7 · Pion noir sur case blanche f7 · Pion noir sur case noire g7 · Pion noir sur case blanche h7 · Pion noir sur case noire d6 · Cavalier noir sur case noire f6 · Pion blanc sur case blanche d3 · Cavalier blanc sur case blanche f3 · Pion blanc sur case blanche a2 · Pion blanc sur case noire b2 · Pion blanc sur case blanche c2 · Dame blanche sur case blanche e2 · Pion blanc sur case noire f2 · Pion blanc sur case blanche g2 · Pion blanc sur case noire h2 · Tour blanche sur case noire a1 · Cavalier blanc sur case blanche b1 · Fou blanc sur case noire c1 · Roi blanc sur case noire e1 · Fou blanc sur case blanche f1 · Tour blanche sur case blanche h1 | 3 |
| 2 | Tour noire sur case blanche a8 · Cavalier noir sur case noire b8 · Fou noir sur case blanche c8 · Dame noire sur case noire d8 · Roi noir sur case blanche e8 · Fou noir sur case noire f8 · Tour noire sur case noire h8 · Pion noir sur case noire a7 · Pion noir sur case blanche b7 · Pion noir sur case noire c7 · Pion noir sur case blanche f7 · Pion noir sur case noire g7 · Pion noir sur case blanche h7 · Pion noir sur case noire d6 · Cavalier noir sur case noire f6 · Pion blanc sur case blanche d3 · Cavalier blanc sur case blanche f3 · Pion blanc sur case blanche a2 · Pion blanc sur case noire b2 · Pion blanc sur case blanche c2 · Dame blanche sur case blanche e2 · Pion blanc sur case noire f2 · Pion blanc sur case blanche g2 · Pion blanc sur case noire h2 · Tour blanche sur case noire a1 · Cavalier blanc sur case blanche b1 · Fou blanc sur case noire c1 · Roi blanc sur case noire e1 · Fou blanc sur case blanche f1 · Tour blanche sur case blanche h1 | Tour noire sur case blanche a8 · Cavalier noir sur case noire b8 · Fou noir sur case blanche c8 · Dame noire sur case noire d8 · Roi noir sur case blanche e8 · Fou noir sur case noire f8 · Tour noire sur case noire h8 · Pion noir sur case noire a7 · Pion noir sur case blanche b7 · Pion noir sur case noire c7 · Pion noir sur case blanche f7 · Pion noir sur case noire g7 · Pion noir sur case blanche h7 · Pion noir sur case noire d6 · Cavalier noir sur case noire f6 · Pion blanc sur case blanche d3 · Cavalier blanc sur case blanche f3 · Pion blanc sur case blanche a2 · Pion blanc sur case noire b2 · Pion blanc sur case blanche c2 · Dame blanche sur case blanche e2 · Pion blanc sur case noire f2 · Pion blanc sur case blanche g2 · Pion blanc sur case noire h2 · Tour blanche sur case noire a1 · Cavalier blanc sur case blanche b1 · Fou blanc sur case noire c1 · Roi blanc sur case noire e1 · Fou blanc sur case blanche f1 · Tour blanche sur case blanche h1 | Tour noire sur case blanche a8 · Cavalier noir sur case noire b8 · Fou noir sur case blanche c8 · Dame noire sur case noire d8 · Roi noir sur case blanche e8 · Fou noir sur case noire f8 · Tour noire sur case noire h8 · Pion noir sur case noire a7 · Pion noir sur case blanche b7 · Pion noir sur case noire c7 · Pion noir sur case blanche f7 · Pion noir sur case noire g7 · Pion noir sur case blanche h7 · Pion noir sur case noire d6 · Cavalier noir sur case noire f6 · Pion blanc sur case blanche d3 · Cavalier blanc sur case blanche f3 · Pion blanc sur case blanche a2 · Pion blanc sur case noire b2 · Pion blanc sur case blanche c2 · Dame blanche sur case blanche e2 · Pion blanc sur case noire f2 · Pion blanc sur case blanche g2 · Pion blanc sur case noire h2 · Tour blanche sur case noire a1 · Cavalier blanc sur case blanche b1 · Fou blanc sur case noire c1 · Roi blanc sur case noire e1 · Fou blanc sur case blanche f1 · Tour blanche sur case blanche h1 | Tour noire sur case blanche a8 · Cavalier noir sur case noire b8 · Fou noir sur case blanche c8 · Dame noire sur case noire d8 · Roi noir sur case blanche e8 · Fou noir sur case noire f8 · Tour noire sur case noire h8 · Pion noir sur case noire a7 · Pion noir sur case blanche b7 · Pion noir sur case noire c7 · Pion noir sur case blanche f7 · Pion noir sur case noire g7 · Pion noir sur case blanche h7 · Pion noir sur case noire d6 · Cavalier noir sur case noire f6 · Pion blanc sur case blanche d3 · Cavalier blanc sur case blanche f3 · Pion blanc sur case blanche a2 · Pion blanc sur case noire b2 · Pion blanc sur case blanche c2 · Dame blanche sur case blanche e2 · Pion blanc sur case noire f2 · Pion blanc sur case blanche g2 · Pion blanc sur case noire h2 · Tour blanche sur case noire a1 · Cavalier blanc sur case blanche b1 · Fou blanc sur case noire c1 · Roi blanc sur case noire e1 · Fou blanc sur case blanche f1 · Tour blanche sur case blanche h1 | Tour noire sur case blanche a8 · Cavalier noir sur case noire b8 · Fou noir sur case blanche c8 · Dame noire sur case noire d8 · Roi noir sur case blanche e8 · Fou noir sur case noire f8 · Tour noire sur case noire h8 · Pion noir sur case noire a7 · Pion noir sur case blanche b7 · Pion noir sur case noire c7 · Pion noir sur case blanche f7 · Pion noir sur case noire g7 · Pion noir sur case blanche h7 · Pion noir sur case noire d6 · Cavalier noir sur case noire f6 · Pion blanc sur case blanche d3 · Cavalier blanc sur case blanche f3 · Pion blanc sur case blanche a2 · Pion blanc sur case noire b2 · Pion blanc sur case blanche c2 · Dame blanche sur case blanche e2 · Pion blanc sur case noire f2 · Pion blanc sur case blanche g2 · Pion blanc sur case noire h2 · Tour blanche sur case noire a1 · Cavalier blanc sur case blanche b1 · Fou blanc sur case noire c1 · Roi blanc sur case noire e1 · Fou blanc sur case blanche f1 · Tour blanche sur case blanche h1 | Tour noire sur case blanche a8 · Cavalier noir sur case noire b8 · Fou noir sur case blanche c8 · Dame noire sur case noire d8 · Roi noir sur case blanche e8 · Fou noir sur case noire f8 · Tour noire sur case noire h8 · Pion noir sur case noire a7 · Pion noir sur case blanche b7 · Pion noir sur case noire c7 · Pion noir sur case blanche f7 · Pion noir sur case noire g7 · Pion noir sur case blanche h7 · Pion noir sur case noire d6 · Cavalier noir sur case noire f6 · Pion blanc sur case blanche d3 · Cavalier blanc sur case blanche f3 · Pion blanc sur case blanche a2 · Pion blanc sur case noire b2 · Pion blanc sur case blanche c2 · Dame blanche sur case blanche e2 · Pion blanc sur case noire f2 · Pion blanc sur case blanche g2 · Pion blanc sur case noire h2 · Tour blanche sur case noire a1 · Cavalier blanc sur case blanche b1 · Fou blanc sur case noire c1 · Roi blanc sur case noire e1 · Fou blanc sur case blanche f1 · Tour blanche sur case blanche h1 | Tour noire sur case blanche a8 · Cavalier noir sur case noire b8 · Fou noir sur case blanche c8 · Dame noire sur case noire d8 · Roi noir sur case blanche e8 · Fou noir sur case noire f8 · Tour noire sur case noire h8 · Pion noir sur case noire a7 · Pion noir sur case blanche b7 · Pion noir sur case noire c7 · Pion noir sur case blanche f7 · Pion noir sur case noire g7 · Pion noir sur case blanche h7 · Pion noir sur case noire d6 · Cavalier noir sur case noire f6 · Pion blanc sur case blanche d3 · Cavalier blanc sur case blanche f3 · Pion blanc sur case blanche a2 · Pion blanc sur case noire b2 · Pion blanc sur case blanche c2 · Dame blanche sur case blanche e2 · Pion blanc sur case noire f2 · Pion blanc sur case blanche g2 · Pion blanc sur case noire h2 · Tour blanche sur case noire a1 · Cavalier blanc sur case blanche b1 · Fou blanc sur case noire c1 · Roi blanc sur case noire e1 · Fou blanc sur case blanche f1 · Tour blanche sur case blanche h1 | Tour noire sur case blanche a8 · Cavalier noir sur case noire b8 · Fou noir sur case blanche c8 · Dame noire sur case noire d8 · Roi noir sur case blanche e8 · Fou noir sur case noire f8 · Tour noire sur case noire h8 · Pion noir sur case noire a7 · Pion noir sur case blanche b7 · Pion noir sur case noire c7 · Pion noir sur case blanche f7 · Pion noir sur case noire g7 · Pion noir sur case blanche h7 · Pion noir sur case noire d6 · Cavalier noir sur case noire f6 · Pion blanc sur case blanche d3 · Cavalier blanc sur case blanche f3 · Pion blanc sur case blanche a2 · Pion blanc sur case noire b2 · Pion blanc sur case blanche c2 · Dame blanche sur case blanche e2 · Pion blanc sur case noire f2 · Pion blanc sur case blanche g2 · Pion blanc sur case noire h2 · Tour blanche sur case noire a1 · Cavalier blanc sur case blanche b1 · Fou blanc sur case noire c1 · Roi blanc sur case noire e1 · Fou blanc sur case blanche f1 · Tour blanche sur case blanche h1 | 2 |
| 1 | Tour noire sur case blanche a8 · Cavalier noir sur case noire b8 · Fou noir sur case blanche c8 · Dame noire sur case noire d8 · Roi noir sur case blanche e8 · Fou noir sur case noire f8 · Tour noire sur case noire h8 · Pion noir sur case noire a7 · Pion noir sur case blanche b7 · Pion noir sur case noire c7 · Pion noir sur case blanche f7 · Pion noir sur case noire g7 · Pion noir sur case blanche h7 · Pion noir sur case noire d6 · Cavalier noir sur case noire f6 · Pion blanc sur case blanche d3 · Cavalier blanc sur case blanche f3 · Pion blanc sur case blanche a2 · Pion blanc sur case noire b2 · Pion blanc sur case blanche c2 · Dame blanche sur case blanche e2 · Pion blanc sur case noire f2 · Pion blanc sur case blanche g2 · Pion blanc sur case noire h2 · Tour blanche sur case noire a1 · Cavalier blanc sur case blanche b1 · Fou blanc sur case noire c1 · Roi blanc sur case noire e1 · Fou blanc sur case blanche f1 · Tour blanche sur case blanche h1 | Tour noire sur case blanche a8 · Cavalier noir sur case noire b8 · Fou noir sur case blanche c8 · Dame noire sur case noire d8 · Roi noir sur case blanche e8 · Fou noir sur case noire f8 · Tour noire sur case noire h8 · Pion noir sur case noire a7 · Pion noir sur case blanche b7 · Pion noir sur case noire c7 · Pion noir sur case blanche f7 · Pion noir sur case noire g7 · Pion noir sur case blanche h7 · Pion noir sur case noire d6 · Cavalier noir sur case noire f6 · Pion blanc sur case blanche d3 · Cavalier blanc sur case blanche f3 · Pion blanc sur case blanche a2 · Pion blanc sur case noire b2 · Pion blanc sur case blanche c2 · Dame blanche sur case blanche e2 · Pion blanc sur case noire f2 · Pion blanc sur case blanche g2 · Pion blanc sur case noire h2 · Tour blanche sur case noire a1 · Cavalier blanc sur case blanche b1 · Fou blanc sur case noire c1 · Roi blanc sur case noire e1 · Fou blanc sur case blanche f1 · Tour blanche sur case blanche h1 | Tour noire sur case blanche a8 · Cavalier noir sur case noire b8 · Fou noir sur case blanche c8 · Dame noire sur case noire d8 · Roi noir sur case blanche e8 · Fou noir sur case noire f8 · Tour noire sur case noire h8 · Pion noir sur case noire a7 · Pion noir sur case blanche b7 · Pion noir sur case noire c7 · Pion noir sur case blanche f7 · Pion noir sur case noire g7 · Pion noir sur case blanche h7 · Pion noir sur case noire d6 · Cavalier noir sur case noire f6 · Pion blanc sur case blanche d3 · Cavalier blanc sur case blanche f3 · Pion blanc sur case blanche a2 · Pion blanc sur case noire b2 · Pion blanc sur case blanche c2 · Dame blanche sur case blanche e2 · Pion blanc sur case noire f2 · Pion blanc sur case blanche g2 · Pion blanc sur case noire h2 · Tour blanche sur case noire a1 · Cavalier blanc sur case blanche b1 · Fou blanc sur case noire c1 · Roi blanc sur case noire e1 · Fou blanc sur case blanche f1 · Tour blanche sur case blanche h1 | Tour noire sur case blanche a8 · Cavalier noir sur case noire b8 · Fou noir sur case blanche c8 · Dame noire sur case noire d8 · Roi noir sur case blanche e8 · Fou noir sur case noire f8 · Tour noire sur case noire h8 · Pion noir sur case noire a7 · Pion noir sur case blanche b7 · Pion noir sur case noire c7 · Pion noir sur case blanche f7 · Pion noir sur case noire g7 · Pion noir sur case blanche h7 · Pion noir sur case noire d6 · Cavalier noir sur case noire f6 · Pion blanc sur case blanche d3 · Cavalier blanc sur case blanche f3 · Pion blanc sur case blanche a2 · Pion blanc sur case noire b2 · Pion blanc sur case blanche c2 · Dame blanche sur case blanche e2 · Pion blanc sur case noire f2 · Pion blanc sur case blanche g2 · Pion blanc sur case noire h2 · Tour blanche sur case noire a1 · Cavalier blanc sur case blanche b1 · Fou blanc sur case noire c1 · Roi blanc sur case noire e1 · Fou blanc sur case blanche f1 · Tour blanche sur case blanche h1 | Tour noire sur case blanche a8 · Cavalier noir sur case noire b8 · Fou noir sur case blanche c8 · Dame noire sur case noire d8 · Roi noir sur case blanche e8 · Fou noir sur case noire f8 · Tour noire sur case noire h8 · Pion noir sur case noire a7 · Pion noir sur case blanche b7 · Pion noir sur case noire c7 · Pion noir sur case blanche f7 · Pion noir sur case noire g7 · Pion noir sur case blanche h7 · Pion noir sur case noire d6 · Cavalier noir sur case noire f6 · Pion blanc sur case blanche d3 · Cavalier blanc sur case blanche f3 · Pion blanc sur case blanche a2 · Pion blanc sur case noire b2 · Pion blanc sur case blanche c2 · Dame blanche sur case blanche e2 · Pion blanc sur case noire f2 · Pion blanc sur case blanche g2 · Pion blanc sur case noire h2 · Tour blanche sur case noire a1 · Cavalier blanc sur case blanche b1 · Fou blanc sur case noire c1 · Roi blanc sur case noire e1 · Fou blanc sur case blanche f1 · Tour blanche sur case blanche h1 | Tour noire sur case blanche a8 · Cavalier noir sur case noire b8 · Fou noir sur case blanche c8 · Dame noire sur case noire d8 · Roi noir sur case blanche e8 · Fou noir sur case noire f8 · Tour noire sur case noire h8 · Pion noir sur case noire a7 · Pion noir sur case blanche b7 · Pion noir sur case noire c7 · Pion noir sur case blanche f7 · Pion noir sur case noire g7 · Pion noir sur case blanche h7 · Pion noir sur case noire d6 · Cavalier noir sur case noire f6 · Pion blanc sur case blanche d3 · Cavalier blanc sur case blanche f3 · Pion blanc sur case blanche a2 · Pion blanc sur case noire b2 · Pion blanc sur case blanche c2 · Dame blanche sur case blanche e2 · Pion blanc sur case noire f2 · Pion blanc sur case blanche g2 · Pion blanc sur case noire h2 · Tour blanche sur case noire a1 · Cavalier blanc sur case blanche b1 · Fou blanc sur case noire c1 · Roi blanc sur case noire e1 · Fou blanc sur case blanche f1 · Tour blanche sur case blanche h1 | Tour noire sur case blanche a8 · Cavalier noir sur case noire b8 · Fou noir sur case blanche c8 · Dame noire sur case noire d8 · Roi noir sur case blanche e8 · Fou noir sur case noire f8 · Tour noire sur case noire h8 · Pion noir sur case noire a7 · Pion noir sur case blanche b7 · Pion noir sur case noire c7 · Pion noir sur case blanche f7 · Pion noir sur case noire g7 · Pion noir sur case blanche h7 · Pion noir sur case noire d6 · Cavalier noir sur case noire f6 · Pion blanc sur case blanche d3 · Cavalier blanc sur case blanche f3 · Pion blanc sur case blanche a2 · Pion blanc sur case noire b2 · Pion blanc sur case blanche c2 · Dame blanche sur case blanche e2 · Pion blanc sur case noire f2 · Pion blanc sur case blanche g2 · Pion blanc sur case noire h2 · Tour blanche sur case noire a1 · Cavalier blanc sur case blanche b1 · Fou blanc sur case noire c1 · Roi blanc sur case noire e1 · Fou blanc sur case blanche f1 · Tour blanche sur case blanche h1 | Tour noire sur case blanche a8 · Cavalier noir sur case noire b8 · Fou noir sur case blanche c8 · Dame noire sur case noire d8 · Roi noir sur case blanche e8 · Fou noir sur case noire f8 · Tour noire sur case noire h8 · Pion noir sur case noire a7 · Pion noir sur case blanche b7 · Pion noir sur case noire c7 · Pion noir sur case blanche f7 · Pion noir sur case noire g7 · Pion noir sur case blanche h7 · Pion noir sur case noire d6 · Cavalier noir sur case noire f6 · Pion blanc sur case blanche d3 · Cavalier blanc sur case blanche f3 · Pion blanc sur case blanche a2 · Pion blanc sur case noire b2 · Pion blanc sur case blanche c2 · Dame blanche sur case blanche e2 · Pion blanc sur case noire f2 · Pion blanc sur case blanche g2 · Pion blanc sur case noire h2 · Tour blanche sur case noire a1 · Cavalier blanc sur case blanche b1 · Fou blanc sur case noire c1 · Roi blanc sur case noire e1 · Fou blanc sur case blanche f1 · Tour blanche sur case blanche h1 | 1 |
|   | a | b | c | d | e | f | g | h |   |

Cet article utilise la notation algébrique pour décrire des coups du jeu d'échecs.
Aux échecs, un coup légal est un coup qu'un joueur a le droit de jouer en vertu des règles du jeu (par opposition à un coup illégal).

## Exemple de partie
La partie suivante présente un cas rare de coup illégal, les Blancs roquant à deux reprises dans la même partie.
Wolfgang Heidenfeld (en) - Nick Kerins, Dublin 1973.
1.e4 e6 2.d4 d5 3.Fe3 Cf6 4.e5 Cfd7 5.f4 c5 6.c3 Cc6 7.Cf3 Db6 8.Dd2 c4 9.Fe2 Ca5 10.O-O f5 11.Cg5 Fe7 12.g4 Fxg5 13.fxg5 Cf8 14.gxf5 exf5 15.Ff3 Fe6 16.Dg2 O-O-O 17.Ca3 Cg6 18.Dd2 f4 19.Ff2 Fh3 20.Tfb1 Ff5 21.Cc2 h6 22.gxh6 Txh6 23.Cb4 De6 24.De2 Ce7 25.b3 Dg6+ 26.Rf1 Fxb1 27.bxc4 dxc4 28.Db2 Fd3+ 29.Re1 Fe4 30.De2 Fxf3 31.Dxf3 Txh2 32.d5 Df5 33.O-O-O Th3 34.De2 Txc3+ 35.Rb2 Th3 36.d6 Cec6 37.Cxc6 Cxc6 38.e6 De5+ 39.Dxe5 Cxe5 40.d7+ Cxd7 0-1

## En tournoi
En fonction de la cadence de jeu, les conséquences d'un coup illégal sont les suivantes :
- En partie à cadence de tournoi, on peut corriger un coup illégal antérieur à n'importe quel moment pendant la partie (après la conclusion de la partie, aucune réclamation au sujet d'un coup illégal n'est possible). On revient alors à la dernière position légale et on applique la règle de la pièce touchée. Les pendules sont ajustées par l'arbitre. L'adversaire du joueur qui commet un coup illégal reçoit deux minutes à la pendule, et le troisième coup illégal de la part du même joueur entraîne la défaite[2].
- En partie semi-rapide et en blitz, il faut réclamer au sujet d'un coup illégal que l'adversaire vient de jouer avant d'avoir soi-même joué un coup.
- En blitz, la sanction est la défaite.

Dans les cadences rapides, la réclamation n'est possible que quand le joueur a arrêté son horloge, c'est-à-dire que si un coup illégal est joué sur l'échiquier mais que le joueur qui le commet s'en aperçoit avant d'avoir appuyé sur la pendule, il peut jouer un autre coup (en respectant la règle de la pièce touchée).
L'arbitre peut intervenir dans les cadences lentes s'il constate qu'un coup illégal a été commis. Dans les cadences rapides, il revient aux joueurs de faire la réclamation au sujet du coup illégal. En partie semi-rapide, l'arbitre intervient cependant sans réclamation s'il constate que les deux rois sont en échec ou si une promotion n'a pas été effectuée conformément aux règles du jeu.

## Problèmes
La détermination de la légalité d'un coup est parfois l'objet de problèmes d'échecs notamment dans le domaine de l'analyse rétrograde où, par convention, le roque est toujours autorisé sauf si l'on peut démontrer qu'il est interdit ; et la prise en passant n'est permise que si l'on peut démontrer que le coup précédent est obligatoirement le mouvement de pion permettant cette prise.
Voici un exemple :
|   | a | b | c | d | e | f | g | h |   |
| 8 | Tour blanche sur case noire h8 · Pion noir sur case blanche h7 · Pion blanc sur case noire f6 · Roi noir sur case noire h6 · Pion blanc sur case noire e5 · Roi blanc sur case blanche f5 · Pion noir sur case noire g5 · Pion blanc sur case blanche h5 | Tour blanche sur case noire h8 · Pion noir sur case blanche h7 · Pion blanc sur case noire f6 · Roi noir sur case noire h6 · Pion blanc sur case noire e5 · Roi blanc sur case blanche f5 · Pion noir sur case noire g5 · Pion blanc sur case blanche h5 | Tour blanche sur case noire h8 · Pion noir sur case blanche h7 · Pion blanc sur case noire f6 · Roi noir sur case noire h6 · Pion blanc sur case noire e5 · Roi blanc sur case blanche f5 · Pion noir sur case noire g5 · Pion blanc sur case blanche h5 | Tour blanche sur case noire h8 · Pion noir sur case blanche h7 · Pion blanc sur case noire f6 · Roi noir sur case noire h6 · Pion blanc sur case noire e5 · Roi blanc sur case blanche f5 · Pion noir sur case noire g5 · Pion blanc sur case blanche h5 | Tour blanche sur case noire h8 · Pion noir sur case blanche h7 · Pion blanc sur case noire f6 · Roi noir sur case noire h6 · Pion blanc sur case noire e5 · Roi blanc sur case blanche f5 · Pion noir sur case noire g5 · Pion blanc sur case blanche h5 | Tour blanche sur case noire h8 · Pion noir sur case blanche h7 · Pion blanc sur case noire f6 · Roi noir sur case noire h6 · Pion blanc sur case noire e5 · Roi blanc sur case blanche f5 · Pion noir sur case noire g5 · Pion blanc sur case blanche h5 | Tour blanche sur case noire h8 · Pion noir sur case blanche h7 · Pion blanc sur case noire f6 · Roi noir sur case noire h6 · Pion blanc sur case noire e5 · Roi blanc sur case blanche f5 · Pion noir sur case noire g5 · Pion blanc sur case blanche h5 | Tour blanche sur case noire h8 · Pion noir sur case blanche h7 · Pion blanc sur case noire f6 · Roi noir sur case noire h6 · Pion blanc sur case noire e5 · Roi blanc sur case blanche f5 · Pion noir sur case noire g5 · Pion blanc sur case blanche h5 | 8 |
| 7 | Tour blanche sur case noire h8 · Pion noir sur case blanche h7 · Pion blanc sur case noire f6 · Roi noir sur case noire h6 · Pion blanc sur case noire e5 · Roi blanc sur case blanche f5 · Pion noir sur case noire g5 · Pion blanc sur case blanche h5 | Tour blanche sur case noire h8 · Pion noir sur case blanche h7 · Pion blanc sur case noire f6 · Roi noir sur case noire h6 · Pion blanc sur case noire e5 · Roi blanc sur case blanche f5 · Pion noir sur case noire g5 · Pion blanc sur case blanche h5 | Tour blanche sur case noire h8 · Pion noir sur case blanche h7 · Pion blanc sur case noire f6 · Roi noir sur case noire h6 · Pion blanc sur case noire e5 · Roi blanc sur case blanche f5 · Pion noir sur case noire g5 · Pion blanc sur case blanche h5 | Tour blanche sur case noire h8 · Pion noir sur case blanche h7 · Pion blanc sur case noire f6 · Roi noir sur case noire h6 · Pion blanc sur case noire e5 · Roi blanc sur case blanche f5 · Pion noir sur case noire g5 · Pion blanc sur case blanche h5 | Tour blanche sur case noire h8 · Pion noir sur case blanche h7 · Pion blanc sur case noire f6 · Roi noir sur case noire h6 · Pion blanc sur case noire e5 · Roi blanc sur case blanche f5 · Pion noir sur case noire g5 · Pion blanc sur case blanche h5 | Tour blanche sur case noire h8 · Pion noir sur case blanche h7 · Pion blanc sur case noire f6 · Roi noir sur case noire h6 · Pion blanc sur case noire e5 · Roi blanc sur case blanche f5 · Pion noir sur case noire g5 · Pion blanc sur case blanche h5 | Tour blanche sur case noire h8 · Pion noir sur case blanche h7 · Pion blanc sur case noire f6 · Roi noir sur case noire h6 · Pion blanc sur case noire e5 · Roi blanc sur case blanche f5 · Pion noir sur case noire g5 · Pion blanc sur case blanche h5 | Tour blanche sur case noire h8 · Pion noir sur case blanche h7 · Pion blanc sur case noire f6 · Roi noir sur case noire h6 · Pion blanc sur case noire e5 · Roi blanc sur case blanche f5 · Pion noir sur case noire g5 · Pion blanc sur case blanche h5 | 7 |
| 6 | Tour blanche sur case noire h8 · Pion noir sur case blanche h7 · Pion blanc sur case noire f6 · Roi noir sur case noire h6 · Pion blanc sur case noire e5 · Roi blanc sur case blanche f5 · Pion noir sur case noire g5 · Pion blanc sur case blanche h5 | Tour blanche sur case noire h8 · Pion noir sur case blanche h7 · Pion blanc sur case noire f6 · Roi noir sur case noire h6 · Pion blanc sur case noire e5 · Roi blanc sur case blanche f5 · Pion noir sur case noire g5 · Pion blanc sur case blanche h5 | Tour blanche sur case noire h8 · Pion noir sur case blanche h7 · Pion blanc sur case noire f6 · Roi noir sur case noire h6 · Pion blanc sur case noire e5 · Roi blanc sur case blanche f5 · Pion noir sur case noire g5 · Pion blanc sur case blanche h5 | Tour blanche sur case noire h8 · Pion noir sur case blanche h7 · Pion blanc sur case noire f6 · Roi noir sur case noire h6 · Pion blanc sur case noire e5 · Roi blanc sur case blanche f5 · Pion noir sur case noire g5 · Pion blanc sur case blanche h5 | Tour blanche sur case noire h8 · Pion noir sur case blanche h7 · Pion blanc sur case noire f6 · Roi noir sur case noire h6 · Pion blanc sur case noire e5 · Roi blanc sur case blanche f5 · Pion noir sur case noire g5 · Pion blanc sur case blanche h5 | Tour blanche sur case noire h8 · Pion noir sur case blanche h7 · Pion blanc sur case noire f6 · Roi noir sur case noire h6 · Pion blanc sur case noire e5 · Roi blanc sur case blanche f5 · Pion noir sur case noire g5 · Pion blanc sur case blanche h5 | Tour blanche sur case noire h8 · Pion noir sur case blanche h7 · Pion blanc sur case noire f6 · Roi noir sur case noire h6 · Pion blanc sur case noire e5 · Roi blanc sur case blanche f5 · Pion noir sur case noire g5 · Pion blanc sur case blanche h5 | Tour blanche sur case noire h8 · Pion noir sur case blanche h7 · Pion blanc sur case noire f6 · Roi noir sur case noire h6 · Pion blanc sur case noire e5 · Roi blanc sur case blanche f5 · Pion noir sur case noire g5 · Pion blanc sur case blanche h5 | 6 |
| 5 | Tour blanche sur case noire h8 · Pion noir sur case blanche h7 · Pion blanc sur case noire f6 · Roi noir sur case noire h6 · Pion blanc sur case noire e5 · Roi blanc sur case blanche f5 · Pion noir sur case noire g5 · Pion blanc sur case blanche h5 | Tour blanche sur case noire h8 · Pion noir sur case blanche h7 · Pion blanc sur case noire f6 · Roi noir sur case noire h6 · Pion blanc sur case noire e5 · Roi blanc sur case blanche f5 · Pion noir sur case noire g5 · Pion blanc sur case blanche h5 | Tour blanche sur case noire h8 · Pion noir sur case blanche h7 · Pion blanc sur case noire f6 · Roi noir sur case noire h6 · Pion blanc sur case noire e5 · Roi blanc sur case blanche f5 · Pion noir sur case noire g5 · Pion blanc sur case blanche h5 | Tour blanche sur case noire h8 · Pion noir sur case blanche h7 · Pion blanc sur case noire f6 · Roi noir sur case noire h6 · Pion blanc sur case noire e5 · Roi blanc sur case blanche f5 · Pion noir sur case noire g5 · Pion blanc sur case blanche h5 | Tour blanche sur case noire h8 · Pion noir sur case blanche h7 · Pion blanc sur case noire f6 · Roi noir sur case noire h6 · Pion blanc sur case noire e5 · Roi blanc sur case blanche f5 · Pion noir sur case noire g5 · Pion blanc sur case blanche h5 | Tour blanche sur case noire h8 · Pion noir sur case blanche h7 · Pion blanc sur case noire f6 · Roi noir sur case noire h6 · Pion blanc sur case noire e5 · Roi blanc sur case blanche f5 · Pion noir sur case noire g5 · Pion blanc sur case blanche h5 | Tour blanche sur case noire h8 · Pion noir sur case blanche h7 · Pion blanc sur case noire f6 · Roi noir sur case noire h6 · Pion blanc sur case noire e5 · Roi blanc sur case blanche f5 · Pion noir sur case noire g5 · Pion blanc sur case blanche h5 | Tour blanche sur case noire h8 · Pion noir sur case blanche h7 · Pion blanc sur case noire f6 · Roi noir sur case noire h6 · Pion blanc sur case noire e5 · Roi blanc sur case blanche f5 · Pion noir sur case noire g5 · Pion blanc sur case blanche h5 | 5 |
| 4 | Tour blanche sur case noire h8 · Pion noir sur case blanche h7 · Pion blanc sur case noire f6 · Roi noir sur case noire h6 · Pion blanc sur case noire e5 · Roi blanc sur case blanche f5 · Pion noir sur case noire g5 · Pion blanc sur case blanche h5 | Tour blanche sur case noire h8 · Pion noir sur case blanche h7 · Pion blanc sur case noire f6 · Roi noir sur case noire h6 · Pion blanc sur case noire e5 · Roi blanc sur case blanche f5 · Pion noir sur case noire g5 · Pion blanc sur case blanche h5 | Tour blanche sur case noire h8 · Pion noir sur case blanche h7 · Pion blanc sur case noire f6 · Roi noir sur case noire h6 · Pion blanc sur case noire e5 · Roi blanc sur case blanche f5 · Pion noir sur case noire g5 · Pion blanc sur case blanche h5 | Tour blanche sur case noire h8 · Pion noir sur case blanche h7 · Pion blanc sur case noire f6 · Roi noir sur case noire h6 · Pion blanc sur case noire e5 · Roi blanc sur case blanche f5 · Pion noir sur case noire g5 · Pion blanc sur case blanche h5 | Tour blanche sur case noire h8 · Pion noir sur case blanche h7 · Pion blanc sur case noire f6 · Roi noir sur case noire h6 · Pion blanc sur case noire e5 · Roi blanc sur case blanche f5 · Pion noir sur case noire g5 · Pion blanc sur case blanche h5 | Tour blanche sur case noire h8 · Pion noir sur case blanche h7 · Pion blanc sur case noire f6 · Roi noir sur case noire h6 · Pion blanc sur case noire e5 · Roi blanc sur case blanche f5 · Pion noir sur case noire g5 · Pion blanc sur case blanche h5 | Tour blanche sur case noire h8 · Pion noir sur case blanche h7 · Pion blanc sur case noire f6 · Roi noir sur case noire h6 · Pion blanc sur case noire e5 · Roi blanc sur case blanche f5 · Pion noir sur case noire g5 · Pion blanc sur case blanche h5 | Tour blanche sur case noire h8 · Pion noir sur case blanche h7 · Pion blanc sur case noire f6 · Roi noir sur case noire h6 · Pion blanc sur case noire e5 · Roi blanc sur case blanche f5 · Pion noir sur case noire g5 · Pion blanc sur case blanche h5 | 4 |
| 3 | Tour blanche sur case noire h8 · Pion noir sur case blanche h7 · Pion blanc sur case noire f6 · Roi noir sur case noire h6 · Pion blanc sur case noire e5 · Roi blanc sur case blanche f5 · Pion noir sur case noire g5 · Pion blanc sur case blanche h5 | Tour blanche sur case noire h8 · Pion noir sur case blanche h7 · Pion blanc sur case noire f6 · Roi noir sur case noire h6 · Pion blanc sur case noire e5 · Roi blanc sur case blanche f5 · Pion noir sur case noire g5 · Pion blanc sur case blanche h5 | Tour blanche sur case noire h8 · Pion noir sur case blanche h7 · Pion blanc sur case noire f6 · Roi noir sur case noire h6 · Pion blanc sur case noire e5 · Roi blanc sur case blanche f5 · Pion noir sur case noire g5 · Pion blanc sur case blanche h5 | Tour blanche sur case noire h8 · Pion noir sur case blanche h7 · Pion blanc sur case noire f6 · Roi noir sur case noire h6 · Pion blanc sur case noire e5 · Roi blanc sur case blanche f5 · Pion noir sur case noire g5 · Pion blanc sur case blanche h5 | Tour blanche sur case noire h8 · Pion noir sur case blanche h7 · Pion blanc sur case noire f6 · Roi noir sur case noire h6 · Pion blanc sur case noire e5 · Roi blanc sur case blanche f5 · Pion noir sur case noire g5 · Pion blanc sur case blanche h5 | Tour blanche sur case noire h8 · Pion noir sur case blanche h7 · Pion blanc sur case noire f6 · Roi noir sur case noire h6 · Pion blanc sur case noire e5 · Roi blanc sur case blanche f5 · Pion noir sur case noire g5 · Pion blanc sur case blanche h5 | Tour blanche sur case noire h8 · Pion noir sur case blanche h7 · Pion blanc sur case noire f6 · Roi noir sur case noire h6 · Pion blanc sur case noire e5 · Roi blanc sur case blanche f5 · Pion noir sur case noire g5 · Pion blanc sur case blanche h5 | Tour blanche sur case noire h8 · Pion noir sur case blanche h7 · Pion blanc sur case noire f6 · Roi noir sur case noire h6 · Pion blanc sur case noire e5 · Roi blanc sur case blanche f5 · Pion noir sur case noire g5 · Pion blanc sur case blanche h5 | 3 |
| 2 | Tour blanche sur case noire h8 · Pion noir sur case blanche h7 · Pion blanc sur case noire f6 · Roi noir sur case noire h6 · Pion blanc sur case noire e5 · Roi blanc sur case blanche f5 · Pion noir sur case noire g5 · Pion blanc sur case blanche h5 | Tour blanche sur case noire h8 · Pion noir sur case blanche h7 · Pion blanc sur case noire f6 · Roi noir sur case noire h6 · Pion blanc sur case noire e5 · Roi blanc sur case blanche f5 · Pion noir sur case noire g5 · Pion blanc sur case blanche h5 | Tour blanche sur case noire h8 · Pion noir sur case blanche h7 · Pion blanc sur case noire f6 · Roi noir sur case noire h6 · Pion blanc sur case noire e5 · Roi blanc sur case blanche f5 · Pion noir sur case noire g5 · Pion blanc sur case blanche h5 | Tour blanche sur case noire h8 · Pion noir sur case blanche h7 · Pion blanc sur case noire f6 · Roi noir sur case noire h6 · Pion blanc sur case noire e5 · Roi blanc sur case blanche f5 · Pion noir sur case noire g5 · Pion blanc sur case blanche h5 | Tour blanche sur case noire h8 · Pion noir sur case blanche h7 · Pion blanc sur case noire f6 · Roi noir sur case noire h6 · Pion blanc sur case noire e5 · Roi blanc sur case blanche f5 · Pion noir sur case noire g5 · Pion blanc sur case blanche h5 | Tour blanche sur case noire h8 · Pion noir sur case blanche h7 · Pion blanc sur case noire f6 · Roi noir sur case noire h6 · Pion blanc sur case noire e5 · Roi blanc sur case blanche f5 · Pion noir sur case noire g5 · Pion blanc sur case blanche h5 | Tour blanche sur case noire h8 · Pion noir sur case blanche h7 · Pion blanc sur case noire f6 · Roi noir sur case noire h6 · Pion blanc sur case noire e5 · Roi blanc sur case blanche f5 · Pion noir sur case noire g5 · Pion blanc sur case blanche h5 | Tour blanche sur case noire h8 · Pion noir sur case blanche h7 · Pion blanc sur case noire f6 · Roi noir sur case noire h6 · Pion blanc sur case noire e5 · Roi blanc sur case blanche f5 · Pion noir sur case noire g5 · Pion blanc sur case blanche h5 | 2 |
| 1 | Tour blanche sur case noire h8 · Pion noir sur case blanche h7 · Pion blanc sur case noire f6 · Roi noir sur case noire h6 · Pion blanc sur case noire e5 · Roi blanc sur case blanche f5 · Pion noir sur case noire g5 · Pion blanc sur case blanche h5 | Tour blanche sur case noire h8 · Pion noir sur case blanche h7 · Pion blanc sur case noire f6 · Roi noir sur case noire h6 · Pion blanc sur case noire e5 · Roi blanc sur case blanche f5 · Pion noir sur case noire g5 · Pion blanc sur case blanche h5 | Tour blanche sur case noire h8 · Pion noir sur case blanche h7 · Pion blanc sur case noire f6 · Roi noir sur case noire h6 · Pion blanc sur case noire e5 · Roi blanc sur case blanche f5 · Pion noir sur case noire g5 · Pion blanc sur case blanche h5 | Tour blanche sur case noire h8 · Pion noir sur case blanche h7 · Pion blanc sur case noire f6 · Roi noir sur case noire h6 · Pion blanc sur case noire e5 · Roi blanc sur case blanche f5 · Pion noir sur case noire g5 · Pion blanc sur case blanche h5 | Tour blanche sur case noire h8 · Pion noir sur case blanche h7 · Pion blanc sur case noire f6 · Roi noir sur case noire h6 · Pion blanc sur case noire e5 · Roi blanc sur case blanche f5 · Pion noir sur case noire g5 · Pion blanc sur case blanche h5 | Tour blanche sur case noire h8 · Pion noir sur case blanche h7 · Pion blanc sur case noire f6 · Roi noir sur case noire h6 · Pion blanc sur case noire e5 · Roi blanc sur case blanche f5 · Pion noir sur case noire g5 · Pion blanc sur case blanche h5 | Tour blanche sur case noire h8 · Pion noir sur case blanche h7 · Pion blanc sur case noire f6 · Roi noir sur case noire h6 · Pion blanc sur case noire e5 · Roi blanc sur case blanche f5 · Pion noir sur case noire g5 · Pion blanc sur case blanche h5 | Tour blanche sur case noire h8 · Pion noir sur case blanche h7 · Pion blanc sur case noire f6 · Roi noir sur case noire h6 · Pion blanc sur case noire e5 · Roi blanc sur case blanche f5 · Pion noir sur case noire g5 · Pion blanc sur case blanche h5 | 1 |
|   | a | b | c | d | e | f | g | h |   |

Solution :
Le dernier coup des noirs ne peut être un mouvement du pion h7 encore sur sa case d'origine.

Un coup du roi est également impossible : en g6 il aurait été contigu au roi blanc, et en g7 il aurait été attaqué par le pion blanc f6. Or celui-ci ne pouvait provenir ni de e5, f5 ou g5, cases déjà occupées.

C'est donc le pion noir de la colonne g qui a effectué le dernier coup. Il ne peut avoir effectué une prise car les cases f6 et h6 sont occupées. Il ne peut non plus s'être avancé d'un pas depuis g6 car le roi blanc aurait alors été en échec.

Ce raisonnement montre que le dernier coup noir n'a pu être que ...g7-g5 (seul coup légal). La prise en passant est donc permise et constitue la clé du problème :
1. hxg6 e.p. Rh5 2. Txh7#.